# 维尔纳·冯·西门子
恩斯特·维尔纳·冯·西门子（德語：Ernst Werner von Siemens，1816年12月13日—1892年12月6日），德国发明家、企业家、物理学家，西门子公司创始人之一。國際單位制中導納的單位西門子也是因紀念他而得名。

## 生平
1816年12月13日，西門子生於漢諾威附近倫特莊園的奧伯古特農莊，在家中12個孩子中排行第3。他的父親克里斯蒂安·斐迪南·西門子是一位受過高等教育的德國人，年輕時投身於政治運動，曾為爭取德國的統一與法國皇帝拿破崙一世的部隊戰鬥過，之後，他向一個領主租借了漢諾威附近的倫特莊園，做一位農民，並和愛莉諾勒·戴西曼結婚，開始了新的生活。
農莊的生活不富裕且辛苦，但父母親很重視兒女的教育，他們原想讓兒女們接受正規的學校教育，但由於學校離家太遠，孩子們又太小，便於1829年春，聘請了一位年輕的神學院大學生作為家庭教師。這位家庭教師很懂得孩子們的心理，善於調動他們的積極性和責任感，因此很受孩子們的愛戴。在他的啟發教育下，西門子及其兄弟姐妹產生極大的學習樂趣，但這位家庭教師不到一年就因病去世了。接下來，來了一位年邁的家庭教師，這位老教師為孩子們制定了許多規矩，要求他們認真做事，舉止文明。這位老教師體弱多病，在西門子家待了兩年也病故。
1832年，父親決定把維爾納和漢斯兄弟倆送入呂貝克市的卡特琳學校學習。兄弟倆經過考試，分別插班進入了五年級和四年級。卡特琳學校是一所文科中學，主要課程是學習古代語言，西門子對古典作家的作品很感興趣，但對學習語法卻很厭煩。另外，西門子對自然科學很感興趣，曾長期自學數學，但卡特琳學校的數學課內容很淺，西門子都是進入較高年級聽課，即使這樣，他強烈的求知慾望也很難得到滿足。
因為家境貧困，念完中學后，西門子加入軍隊。服役期間，西門子對電報技術產生了很大興趣，發明了在十九世紀間流行一時的指南針式電報機。
後來西門子因為和他人決鬥，被判8年徒刑，在監獄中，他建設了一個小型的電子實驗室，進行了一些電學方面的研究。

## 主要发明
- 電磁式指針电报机（1843年）
- 平炉炼钢法的基础“火焰炉”（1864年）
- 发电机（1866年）
- 电力机车的客运列车牵引应用（1879年）
- 有轨电车（1879年）
- 垂直升降电梯（1880年）
- 无轨电车（1882年）

## 西门子擁有的美國專利
- 美國專利第415,577号 — 電動機（1889-11-19）
- 美國專利第428,290号 — 電動機（1890-05-20）
- 美國專利第520,274号 — 電氣化鐵路（1894-05-22）
- 美國專利第601,068号 — 由金鑛中提煉黃金的方法（1898-03-22）

## 外部連結
- Different units named after Siemens （页面存档备份，存于）